# Вандамчай
Вандамчай (азерб. Vəndamçay) — река в Азербайджане, правый приток Гёйчая. Протекает по территории Габалинского района.

## Описание
Длина реки составляет 36 км, площадь бассейна — 195 км². Вандамчай берёт начало с южного склона Главного Кавказского хребта, на высоте 2960 м. Река питается снеговыми, дождевыми и подземными водами. На реке случаются паводки и сели. Вода реки используется в орошении.